# 阿列克谢·巴里诺夫
阿列克谢·维克托罗维奇·巴里诺夫（俄语：Алексей Викторович Баринов，1951年12月30日—），俄羅斯商人、政治家。
巴里诺夫出生於塔吉克蘇維埃社會主義共和國，1974年畢業於秋明州石油與天然氣大學，1987年畢業於俄羅斯國立石油天然氣大學。此後直至2000年為止，他一直從事石油產業相關的工作。2005年，當選涅涅茨自治區行政長官。
2006年5月24日，他被控觸犯俄羅斯聯邦刑法第4部份第159條（有組織的團體或規模特別大的欺诈行為）而遭到逮捕。同年6月21日，他被俄羅斯總統普京解除職務。